# Internationale luchthaven Ted Stevens Anchorage
De Internationale luchthaven Ted Stevens Anchorage of Ted Stevens Anchorage International Airport is een vliegveld 7 km ten zuidwesten van Anchorage (Alaska). Anchorage is een hub van Alaska Airlines en PenAir voor passagiersverkeer en FedEx Express, UPS Airlines en Polar Air Cargo voor vrachtverkeer. De naam van de luchthaven eert sinds 2000 voormalig senator Ted Stevens.
Ted Stevens Airport is de op vier na grootste luchthaven ter wereld voor het vrachtvervoer. Ruim 2,5 miljoen ton cargo werd in 2018 van op de luchthaven getransporteerd.

## Geschiedenis
De luchthaven was van in de jaren zestig tot in de jaren tachtig belangrijk als tussenstop voor het verkeer over de Stille Oceaan. De vliegtuigen konden deze afstand niet zonder tussenstop overbruggen en het luchtruim van de Sovjet-Unie en China waren voor Westerse maatschappijen niet beschikbaar.